# Ulrike Meyfarth
Ulrike Nasse-Meyfarth, född 4 maj 1956 i Frankfurt am Main, tysk höjdhoppare, olympisk mästare 1972 och 1984

## Biografi
Ulrike Meyfarth började med höjdhopp som trettonåring. 15 år gammal blev hon 1971 överraskande tvåa vid de tyska friidrottsmästerskapen. Det följande året bekräftande hon denna framgång då hon som trea kvalificerade sig för de olympiska spelen i München. Vid OS tillhörde Meyfarth den minoritet av hopparna som hoppade Fosbury-floppen. Inför hemmapubliken kunde Meyfarth höja sitt personliga rekord från 1,85 m till 1,90 och säkrade därmed OS-guldet framför Bulgariens Jordanka Blagoewa och Österrikes Ilona Gusenbauer. När segern var klar höjde Meyfarth ribban till världsrekordhöjden 1,92 och tog även denna höjd. Meyfarth är till dagens datum den yngsta olympiska mästaren i en enskild friidrottgren. 
Åren efter hennes sensationsseger kom Meyfarth i en sportslig kris, hennes hopp saknade kontinuitet och hon kunde inte förbättra sina prestationer fram till 1978. Vid de olympiska spelen i Montréal 1976 nådde hon inte final och vid EM 1974 och 1978 kom hon på en sjunde respektive femteplats. 1980 kunde Meyfarth inte delta vid de olympiska spelen i Moskva då Västtyskland tillhörde de länder som bojkottade spelen. 
1982 kom hennes sportsliga comeback då hon vid friidrotts-EM i Aten slog nytt världsrekord med 2,02 m och blev europamästare. 1983 tog hon VM-silver efter en spännande duell med ryskan Tamara Bykova vid det första friidrotts-VM:et i Helsingfors. Vid en friidrottstävling i London 21 augusti 1983 höjde både Meyfarth och Bykova världsrekordet till 2,03 m. Fyra dagar senare höjde Bykova världsrekordet med en centimeter. De olympiska sommarspelen i Los Angeles 1984 var Meyfarths sista stora tävling. Tävlingens kvalitet led av bojkotten från Östblockets länder vilket gjorde att flera av de starkaste konkurrenterna saknades. I finalen vann Meyfarth med 2,02 mot titelförsvararen från Italien Sara Simeoni och vann därmed sitt andra OS-guld efter 1972.  Hon är därmed både den yngsta och äldsta kvinnliga segraren i höjdhopp vid de olympiska spelen.
Meyfarth tävlade för TSV Bayer 04 Leverkusen och är fortfarande aktiv i föreningen som ledare och funktionär.